# رودريغو أيالا
رودريغو أيالا (بالإسبانية: Rodrigo Ayala)‏ هو لاعب كرة قدم أرجنتيني، ولد في 11 أغسطس 1994 في بيرازاتيغي في الأرجنتين. لعب مع إستوديانتيس دي لا بلاتا.

## وصلات خارجية
- رودريغو أيالا على موقع قاعدة بيانات كرة القدم.إي يو (الإنجليزية)
- رودريغو أيالا على موقع Soccerway.com (الإنجليزية)